# Forschungsbibliothek
Unter einer Forschungsbibliothek im engeren Sinne versteht man eine Bibliothek, die gestützt auf umfangreiche Bestände zu einem mehr oder weniger großen Fachgebiet nicht nur einer einzelnen Institution (z. B. einem Forschungsinstitut oder einer Universität), sondern der Forschung auf diesem Gebiet generell dient. Forschungsbibliotheken gibt es vor allem in den historisch arbeitenden Geisteswissenschaften, die auf umfangreiche Altbestände und die entsprechende Sekundärliteratur angewiesen sind. Die Bestände werden in der Regel detaillierter erschlossen als in anderen wissenschaftlichen Bibliotheken. An einer Forschungsbibliothek sind Forschungsprogramme (auch für Nachwuchswissenschaftler), Publikationsreihen und wissenschaftliche Projekte wie Editionen und Bibliographien angesiedelt. Ferner führen Forschungsbibliotheken regelmäßig Ausstellungen und Tagungen durch.
Beispiele für Forschungsbibliotheken sind die Herzog August Bibliothek in Wolfenbüttel oder die Herzogin Anna Amalia Bibliothek in Weimar, die den ganzen Bereich der Kulturgeschichte der frühen Neuzeit beziehungsweise der Klassik zwischen 1750 und 1850 abdecken. Als Forschungsbibliotheken auf einem engeren Fachgebiet sind die Bibliothek für Bildungsgeschichtliche Forschung in Berlin (historische Bildungsforschung), die Reformationsgeschichtliche Forschungsbibliothek Wittenberg oder die Johannes a Lasco Bibliothek in Emden (reformierter Protestantismus) zu nennen.
Im weiteren Sinne lassen sich alle wissenschaftlichen Bibliotheken als Forschungsbibliotheken bezeichnen, da sie für die Forschung benötigte Literatur sammeln, erschließen und zugänglich machen.
Insbesondere nehmen im Bereich der angewandten Wissenschaften in
Deutschland die Zentralen Fachbibliotheken
eine wichtige Rolle ein, während für die eher historisch arbeitenden
Geisteswissenschaften neben den schon genannten eigentlichen Forschungsbibliotheken vor allem die Bibliotheken der Sammlung Deutscher Drucke von Bedeutung sind.
Mitunter werden auch Unternehmensbibliotheken, nämlich die in den Forschungsabteilungen von größeren Unternehmen vorhandenen Spezialbibliotheken als Forschungsbibliotheken bezeichnet.